# Hielo seco

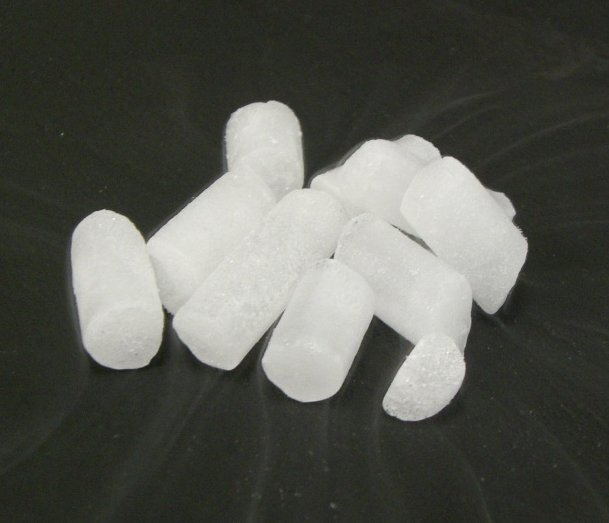
Pequeños trozos de hielo seco en sublimación.

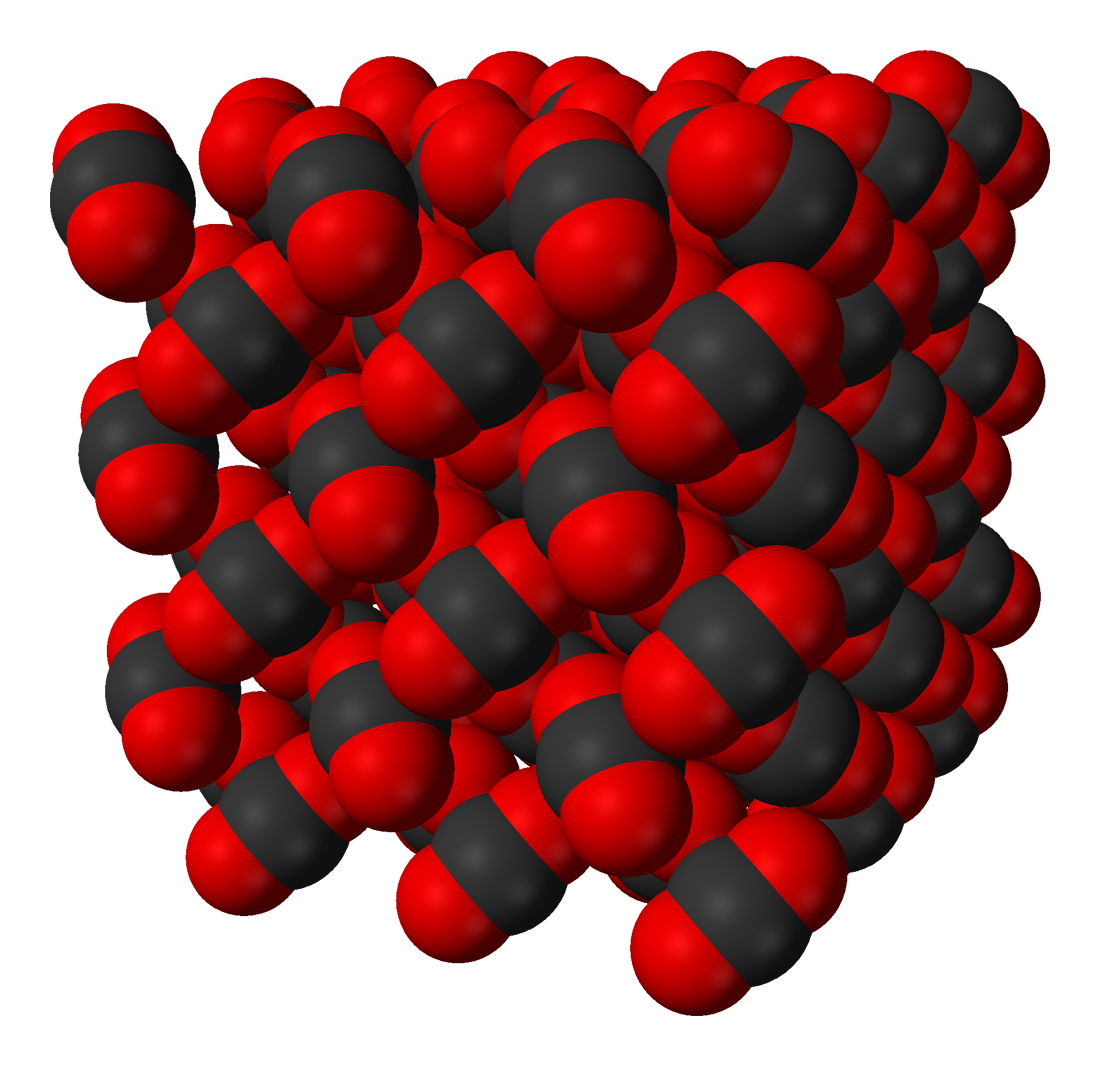
Estructura cristalina del hielo seco.

Se llama hielo seco o nieve carbónica al dióxido de carbono (CO2) en estado sólido. Recibe este nombre, porque, pese a parecerse al hielo normal o a la nieve por su aspecto y temperatura, cuando se sublima no deja residuo de humedad porque su base no es agua y su estado natural es gaseoso. Incluso a temperaturas ambientales bajas, tiene una temperatura de sublimación de −78,5 °C (a una atmósfera de presión).

## Historia
Fue descubierto por el químico francés Adrien-Jean-Pierre Thilorier en 1835. El hielo seco tuvo su primer uso en el mercado 90 años más tarde, en 1925, cuando los dispositivos aéreos Priest con sede en Nueva York utilizaron el compuesto en extintores. Con el paso de los años, la gente empezó a encontrar más usos para el hielo seco.

## Fabricación
El hielo seco se puede fabricar utilizando máquinas. El proceso inicia cuando el CO2 se deja escapar en una bolsa porosa donde se congela. Luego, este se recoge y se comprime en cubos mediante máquinas. El hielo seco comienza después a sublimarse cuando se expone a temperaturas más cálidas.

## Los usos
Puesto que es dióxido de carbono, también se puede utilizar para fijar metal, para eliminar baldosas del suelo y para eliminar las verrugas. También se puede encontrar en herramientas tales como extintores de incendios. Uno de los principales usos del hielo seco es para conservar los alimentos perecederos. También es usado por los heladeros para conservar fríos los helados que venden. En el mundo del espectáculo también se usa en ocasiones para liberar a ras de suelo un vapor blanco muy visible, similar a la niebla (véase también: Máquina de humo).
Otro tipo de usos del hielo seco muy particular, y se trata la decoración de Halloween. En esta festividad, el hielo seco se puede utilizar para crear el efecto de niebla en calabazas, calaveras o tragos.

## Peligrosidad en su manejo
El hielo seco es extremadamente frío y alcanza temperaturas de alrededor de −78,5 °C (o 194,65 K). Debido a esto, es importante manejar el hielo seco con precaución. Si se utiliza incorrectamente, el hielo seco puede causar quemaduras por frío o cualquier otro daño al cuerpo, a otras personas o animales. Es importante entender todos los procedimientos adecuados de manipulación antes de usar hielo seco. Estos incluyen usar guantes aislantes, el uso de pinzas y portar gafas de seguridad.
El impacto de la respiración en bajos volúmenes de CO2 es fisiológicamente insignificante. Sin embargo, las altas concentraciones de CO2 pueden provocar asfixia.
Almacene el hielo seco con seguridad lejos de niños. La ingestión de hielo seco es extremadamente peligrosa.
Nunca almacene o use hielo seco en los sótanos o habitaciones pequeñas sin ventilación adecuada. El CO2 es mucho más pesado que el aire y se acumulan constantemente en los niveles más bajos de la habitación.
Nunca almacene el hielo seco en recipientes herméticos. La temperatura cálida provoca la formación de grandes cantidades de gas. Esto puede conducir a la explosión del recipiente. Los contenedores de hielo seco deben ser capaces de respirar.
El hielo seco siempre debe ser transportado en un compartimiento separado del conductor. Nunca deje el hielo seco en el coche durante un largo periodo de tiempo. las puertas o ventanas se deben abrir por lo menos un minuto antes de la descarga con el fin de garantizar una ventilación suficiente.